# Giżyce Wieś (gromada)
Giżyce Wieś (w latach 1960. Giżyce) – dawna gromada, czyli najmniejsza jednostka podziału terytorialnego Polskiej Rzeczypospolitej Ludowej w latach 1954–1972.
Gromady, z gromadzkimi radami narodowymi (GRN) jako organami władzy najniższego stopnia na wsi, funkcjonowały od reformy reorganizującej administrację wiejską przeprowadzonej jesienią 1954 do momentu ich zniesienia z dniem 1 stycznia 1973, tym samym wypierając organizację gminną w latach 1954–1972.
Gromadę Giżyce Wieś z siedzibą GRN w Giżycach Wsi (w obecnym brzmieniu Giżyce) utworzono – jako jedną z 8759 gromad na obszarze Polski – w powiecie kaliskim w woj. poznańskim, na mocy uchwały nr 22/54 WRN w Poznaniu z dnia 5 października 1954. W skład jednostki weszły obszary dotychczasowych gromad Giżyce, Racławice, Renta i Mączniki ze zniesionej gminy Ostrów Kaliski w tymże powiecie. Dla gromady ustalono 16 członków gromadzkiej rady narodowej.
1 stycznia 1959 gromadę włączono do powiatu ostrzeszowskiego w tymże województwie.
Gromadę zniesiono 1 stycznia 1962, a jej obszar włączono do gromady Kraszewice w tymże powiecie.